# 森と水のアウトドア体験広場
森と水のアウトドア体験広場（もりとみずのたいけんひろば）は、長野県駒ヶ根市と上伊那郡宮田村を隔てる太田切川上流左岸に位置し、右岸にある駒ヶ根ファームスとつり橋の「こまくさ橋」で行き来できる。
広場内には山野草が植えられ、春から秋にかけて色とりどりの草木が花をつける。2009年7月17日より駒ヶ根高原砂防フィールドミュージアムの一部に設定されている。

## 所在地
- 長野県上伊那郡宮田村4753-96

## 主な施設
- アルプス体験館（駒ケ根高原　砂防情報センター）入館無料

展示室の中に千畳敷カールのライブカメラ映像、駒ケ根市のジオラマ、土石流の説明VTR等設置。施設内には雪山登山用装備や季節の写真の展示がされている。
- 巨石公園

巨石を組み合わせたアスレチックフィールド
- 降雨体験ゾーン

雨太郎と名づけられた降雨体験装置で、日本の歴代最大瞬間降雨が体験できる。（冬季凍結のため夏季限定）
- スケートボードパーク

スケートボード専用のバンクが設置されている
- 3on3バスケットコート
- クライミングウォール

最高高度14.3mのUIAA公認ルート　
- サンドグランド

ビーチバレーコート4面
- クライミングスライダー&ザイルクライミング

子どもに大人気
- 巨大に輝くカブトムシとクワガタ